# Sonoraite
La sonoraite è un minerale.